# Francisco Flores Rivera
Francisco Javier Flores Rivera (Valdivia, Chile, 1 de marzo de 1991) es un exfutbolista chileno que desempeñaba sus funciones en la posición de Delantero. Su último equipo fue Malleco Unido de la Segunda División Profesional de Chile.

## Trayectoria
Sus comienzos fueron en el club amateur Santos de la ciudad de Temuco (mismo club en el que inicia Marcelo Salas), luego realiza su formación deportiva en las inferiores de Universidad Católica en la ciudad de Santiago; En dicha institución realizó la sub-16, sub-17 y juveniles, no logró ser nominado al primer equipo, pero a los 21 años vuelve a la Región de la Araucanía para integrarse al plantel de Unión Temuco, en el cual debuta profesionalment en el fútbol chileno, bajo la dirección técnica de Cristián Mora en el Torneo de la Primera B.
Llega a préstamo a Deportes Temuco a comienzos del año 2013, para jugar en el Campeonato de la Segunda División Profesional, siendo una pieza fundamental dentro del equipo, terminando como segundo goleador del Campeonato con 10 anotaciones. En dicho torneo, D. Temuco finalizó en el cuarto puesto de la tabla de posiciones, teniendo hasta el último partido posibilidades de campeonar, lo que finalmente no se concretó. El 15 de junio de 2013, es confirmado para continuar defendiendo los colores de Deportes Temuco, esta vez en el campeonato de la Primera B, luego que dicho club ascendiera de categoría tras la absorción que realizó a Unión Temuco en  mayo del mismo año. 
Actualmente se encuentra trabajando en una empresa que se dedica a construir canchas de futbol.

## Clubes
| Club            | País  | Año       |
| --------------- | ----- | --------- |
| Unión Temuco    | Chile | 2012      |
| Deportes Temuco | Chile | 2013      |
| Malleco Unido   | Chile | 2014-2017 |